# Serilophus rubropygius
El eurilaimo cejigrís (Serilophus rubropygius) es una especie de ave paseriforme de la familia Eurylaimidae. Es una de las dos especies del género Serilophus y no tiene subespecies reconocidas.
Se distribuye en el continente asiático, presentándose en el noreste de la India, Bután, desde el este de Bangladesh al noreste de Birmania y en el oeste de la provincia china de Yunnan.

## Descripción
Mide entre 16 y 17 cm y pesa entre 33 y 15 g. Su lorum presenta tonos grises de oscuros a pálidos que se extienden desde la coronilla hasta el manto superior con el resto del dorso con una coloración parda oscura. Las puntas de las plumas primarias son de color azul oscuro, con una banda secundaria de un azul más oscuro. A su vez, las secundarias presentan manchas blancas en sus extremos. Tienen un supercilio relativamente menos desarrollado y un lomo grisáceo. El obispillo y las supracobertoras caudales son rojizas, mientras que la cola es de un negro azabache.
Los juveniles son similares a los individuos maduros, pero con un pico totalmente oscuro, cabeza y partes inferiores de aspecto desordenado, manto castaño, puntas blancas en las cobertoras mayores y un color blanco más apagado.
Presenta dimorfismo sexual, teniendo la hembra una banda plateada en el pecho.